# 中田正光
中田 正光（なかだ まさみつ、1946年-　）は、城郭研究家。

## 来歴
三重県生まれ。青山学院大学文学部教育学科卒業。40年以上にわたり全国の中世城郭址を実地調査し、特に武田氏、北条氏の城郭を研究している。

## 著書
- 『秩父路の古城址』有峰書店新社　1982
- 『埼玉の古城址』有峰書店新社　1983
- 『戦国武田の城 武田戦略と城塞群の全貌』有峰書店新社　1988　のち洋泉社
- 『よみがえる滝山城 戦国の風雲をかけぬけた天下の名城』滝山城跡群・自然と歴史を守る会 　2007
- 『滝山城戦国絵図 中世城郭のからくり よみがえる滝山城ハンドブック』滝山城跡群・自然と歴史を守る会 2009
- 『村人の城・戦国大名の城　北条氏照の領国支配と城郭』洋泉社・歴史新書y　2010
- 『北の関ケ原合戦　北関東・東北地方で戦われた「天下分け目」の前哨戦 戦国フィールドワーク』三池純正共著　洋泉社　2011
- 『伊達政宗の戦闘部隊　戦う百姓たちの合戦史』洋泉社・歴史新書y　2013